# Younginiformes
Younginiformes é um nome de substituição para o táxon Eosuchia, proposta por Alfred Romer em 1947.
Os Eosuchia têm se tornado mais uma página esquecida da história para muitos répteis diapsidas primitivos, provavelmente distantemente relacionados, variando do final do Carbonífero ao Eoceno, Romer propôs que esta seja substituída pelos Younginiformes, para incluir os Younginidae e famílias muito pouco semelhantes, variando do Permiano ao Triássico.
Younginiformes (incluindo Acerosodontossauro, Hovassauro, Kenyassauro, Tangassauro, Thadeossauro, Youngina,  et alia sensu Currie e outros pesquisadores nos anos 80) não é provavelmente um clado. Parece representar uma série de diapsidas Permo-Triássicos sul-africanos que não são mais intimamente relacionados um ao outro como um todo que eles são para outros répteis.